# Волув (гміна)
Гміна Волув (пол. Gmina Wołów) — місько-сільська гміна у південно-західній Польщі. Належить до Воловського повіту Нижньосілезького воєводства.
Станом на 31 грудня 2011 у гміні проживало 22905 осіб.

## Площа
Згідно з даними за 2007 рік площа гміни становила 331.06 км², у тому числі:
- орні землі: 50.00%
- ліси: 40.00%

Таким чином, площа гміни становить 49.05% площі повіту.

## Населення
Станом на 31 грудня 2011:
| Опис     | Загалом | Загалом | Чоловіки | Чоловіки | Жінки | Жінки |
| -------- | ------- | ------- | -------- | -------- | ----- | ----- |
| одиниця  | осіб    | %       | осіб     | %        | осіб  | %     |
| все      | 22905   | 100     | 11267    | 49.19    | 11638 | 50.81 |
| міське   | 12596   | 100     | 6054     | 48.06    | 6542  | 51.94 |
| сільське | 10309   | 100     | 5213     | 50.57    | 5096  | 49.43 |

## Сусідні гміни
Гміна Волув межує з такими гмінами: Бжеґ-Дольни, Мальчице, Оборники-Шльонські, Проховіце, Прусіце, Шцинава, Шрода-Шльонська, Вінсько.